# Hydrodendron gorgonoide
Hydrodendron gorgonoide is een hydroïdpoliep uit de familie Haleciidae. De poliep komt uit het geslacht Hydrodendron. Hydrodendron gorgonoide werd in 1873 voor het eerst wetenschappelijk beschreven door Sars. 